# Teatro del mare del Nord della prima guerra mondiale
Il teatro del mare del Nord fu il terreno di scontro della Royal Navy e della Kaiserliche Marine durante la prima guerra mondiale. L'episodio culminante fu la battaglia dello Jutland, in seguito alla quale la flotta d'altura tedesca rimase confinata nei porti fino all'armistizio, per trasferirsi a Scapa Flow nelle isole Orcadi dove si autoaffondò per non farla cadere in mano agli Alleati.

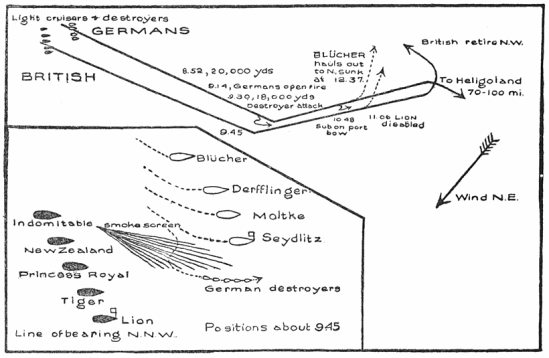
Le posizioni a Dogger Bank (1915)

## Il blocco navale inglese

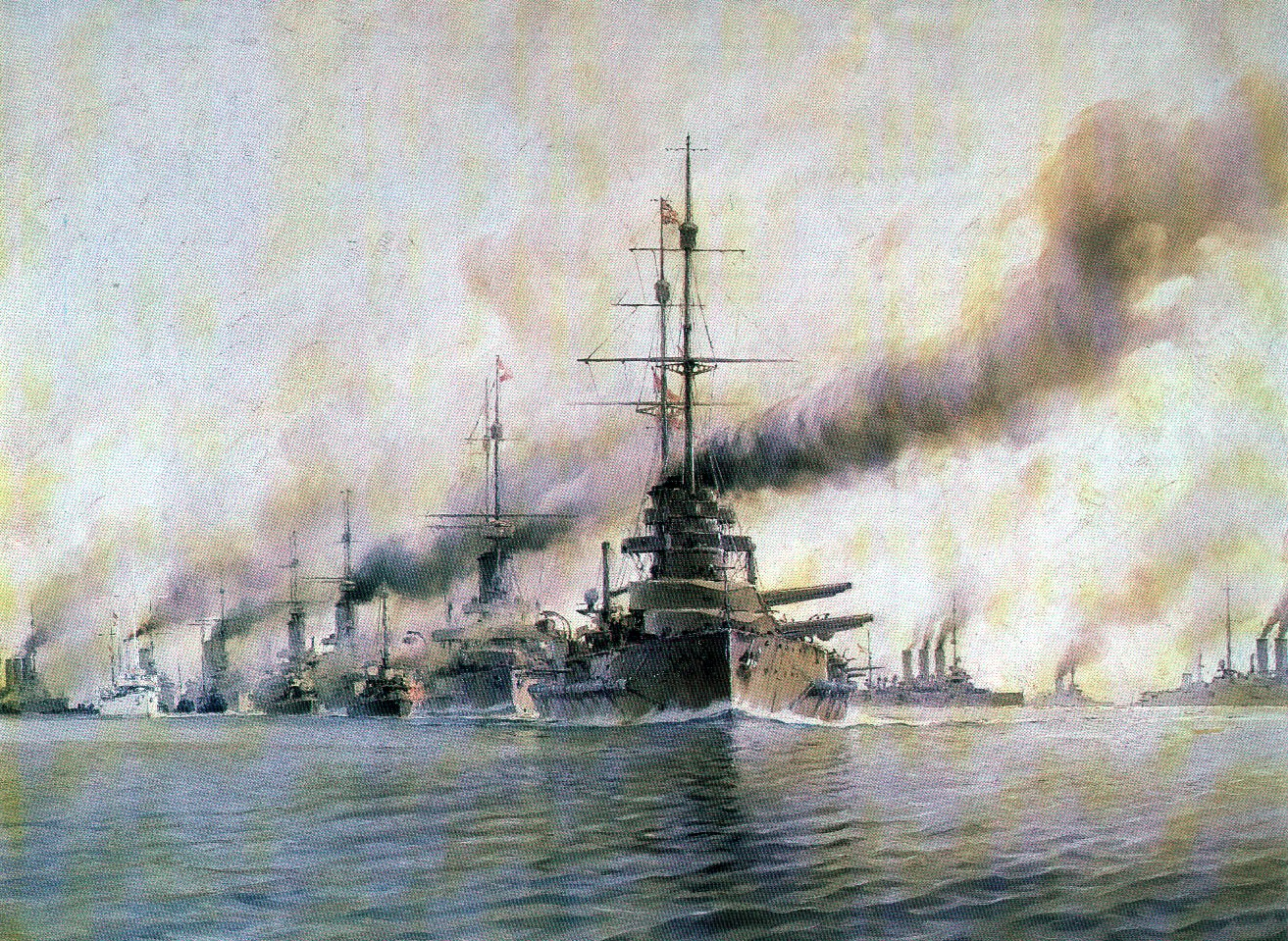
La Grand Fleet britannica alla battaglia dello Jutland

Il mare del Nord fu il teatro principale della guerra navale nel primo conflitto mondiale. Qui infatti si fronteggiarono la Grand Fleet inglese e la Hochseeflotte tedesca. La Royal Navy, di dimensioni maggiori, cercò di mantenere il blocco navale dei porti tedeschi, non dando agli avversari la possibilità di prendere il mare e tagliando loro le vie commerciali. Le navi tedesche rimasero prevalentemente al sicuro nelle loro basi, protette da banchi minati, e solo occasionalmente tentarono di ingaggiare la battaglia con la flotta inglese, nella speranza di indebolirla oppure di intercettare qualche convoglio nemico. I britannici si accontentarono di mantenere attivo il blocco e, quando possibile, danneggiare la flotta tedesca quel tanto che bastava a permettere alle proprie navi di essere utilizzate altrove.

## Gli episodi
Un episodio notevole fu quello dell'affondamento dell'esploratore inglese Pathfinder, silurato da un sommergibile tedesco e affondato con la maggior parte dell'equipaggio; la nave ebbe il poco invidiabile primato di essere la prima nella storia affondata da un siluro lanciato da un sommergibile.
Gli scontri principali furono la prima e la seconda battaglia di Helgoland (Heligoland Bight secondo gli inglesi, Helgoland secondo i tedeschi), la battaglia di Dogger Bank, e quella dello Jutland. In generale, gli inglesi, anche senza conseguire successi tattici, furono in grado di mantenere attivo il blocco e tenere la marina tedesca nei suoi porti. Per far questo, tuttavia, fu necessario impegnare la grande maggioranza delle grandi unità della Royal Navy, visto che il pericolo rappresentato dalla Hochseeflotte rimase costante per tutta la guerra. Vi furono anche tentativi di bloccare alcuni porti in via definitiva, affondando alcune grosse navi obsolete negli accessi, come a Ostenda, ma non vennero coronati da successo e furono anche costosi in termini di perdite umane.
Il bombardamento di Yarmouth del 3 novembre 1914, fu un attacco della Hochseeflotte contro le installazioni portuali della città inglese di Yarmouth. La città subì pochi danni, dato che le salve tedesche caddero sulla spiaggia e l'azione fu interrotta dai cacciatorpediniere britannici. Un sommergibile britannico, uscito dal porto per attaccare le navi tedesche, urtò una mina appena posata dal posamine tedesco Stralsund, e affondò. Successivamente un incrociatore tedesco urtò due mine, rientrando nel proprio porto, e affondò.
Ad esso fece seguito il bombardamento di Scarborough, Hartlepool e Whitby del 16 dicembre 1914, un bombardamento navale effettuato dalla Hochseeflotte contro le città portuali di Scarborough, Hartlepool e Whitby, che causò 137 morti e 592 feriti, molti dei quali civili. La flotta inglese uscì immediatamente in caccia della squadra tedesca, ma non riuscì ad agganciarla anche a causa della scarsità di incrociatori da battaglia, veloci ma meglio protetti rispetto agli incrociatori leggeri della Scouting force, e dei problemi britannici nelle comunicazioni.
Sia i tedeschi che i britannici erano insoddisfatti per non aver ingaggiato efficacemente l'avversario. La reputazione dell'ammiraglio Friedrich von Ingenohl soffrì della apparente timidezza mostrata. Il capitano della Moltke espresse tutto il suo disappunto; affermò che Ingenohl si era ritirato "perché aveva paura di undici cacciatorpediniere inglesi che potevano essere eliminati ... sotto l'attuale comando non otterremo nessun risultato." La storiografia ufficiale tedesca critica Ingenohl per non aver utilizzato le sue forze da ricognizione per determinare le forze messe in campo dai britannici: "prese una decisione che, non solo poteva compromettere le sue forze presso le coste inglesi, ma anche perse l'occasione per ottenere una certa e importante vittoria.". L'attacco ebbe molta risonanza in Gran Bretagna e creò un moto d'indignazione contro la Germania.
Anche le operazioni di pattuglia effettuate nel mare del Nord non furono prive di rischi, soprattutto a causa dei sommergibili tedeschi, uno dei quali nella sola azione del 22 settembre 1914 affondò tre incrociatori corazzati britannici, obsoleti e con un'inadeguata compartimentazione stagna rispetto ai possibili danni da siluro, della classe Cressy (la omonima nave, la Aboukir e la Hogue); le perdite considerevoli riguardarono non tanto le navi, già obsolete e da rottamare al primo serio problema, ma quelle umane, di 60 ufficiali e 1400 uomini di equipaggio, e il segretario all'Ammiragliato ritenne un errore di giudizio la permanenza delle due unità rimaste ferme per soccorrere l'equipaggio dell'Aboukir, facile bersaglio dei siluri tedeschi. Un'ulteriore minaccia per le navi furono le mine navali, una delle quali affondò la nave da battaglia Audacious durante un'esercitazione, e la perdita, senza vittime tra l'equipaggio, venne mantenuta segreta per lungo tempo.
Il bombardamento di Yarmouth e Lowestoft del 24 aprile 1916, fu un attacco della Hochseeflotte contro le installazioni portuali della città inglese di Yarmouth e Lowestoft. Lo scopo dell'attacco era attirare parte della flotta britannica per distruggerla in combattimento. In supporto venne compiuto un attacco da parte degli Zeppelin tedeschi su Norwich, Lincoln, Harwich ed Ipswich. L'attacco era coordinato con la Rivolta di Pasqua irlandese, dopo gli accordi fra i nazionalisti irlandesi e la Germania. Lo scopo non fu raggiunto e l'azione si risolse con danni limitati da entrambe le parti.
Nella battaglia di Dogger Bank, una forza di incrociatori da battaglia (Seydlitz, Moltke, Derfflinger, più l'incrociatore corazzato Blucher) e leggeri tedeschi, reduce da un'azione di bombardamento costiero, venne intercettata da uno squadrone d'incrociatori da battaglia inglesi, dopo essere stata tallonata da una forza di incrociatori e cacciatorpediniere della Royal Navy di vigilanza in zona, la Harwich Force. Dopo un inseguimento da parte dello squadrone uscito da Rosyth, con gli incrociatori da battaglia Lion, Tiger, Princess Royal, New Zealand ed Indomitable, un incrociatore corazzato tedesco, lo Blucher, venne dapprima seriamente danneggiato e poi affondato, mentre un errore di decodifica delle segnalazioni emesse dall'ammiraglio inglese Beatty permise alle navi tedesche di riguadagnare il porto senza altri danni rilevanti dopo aver abbandonato il Blucher che era la nave più lenta del gruppo.

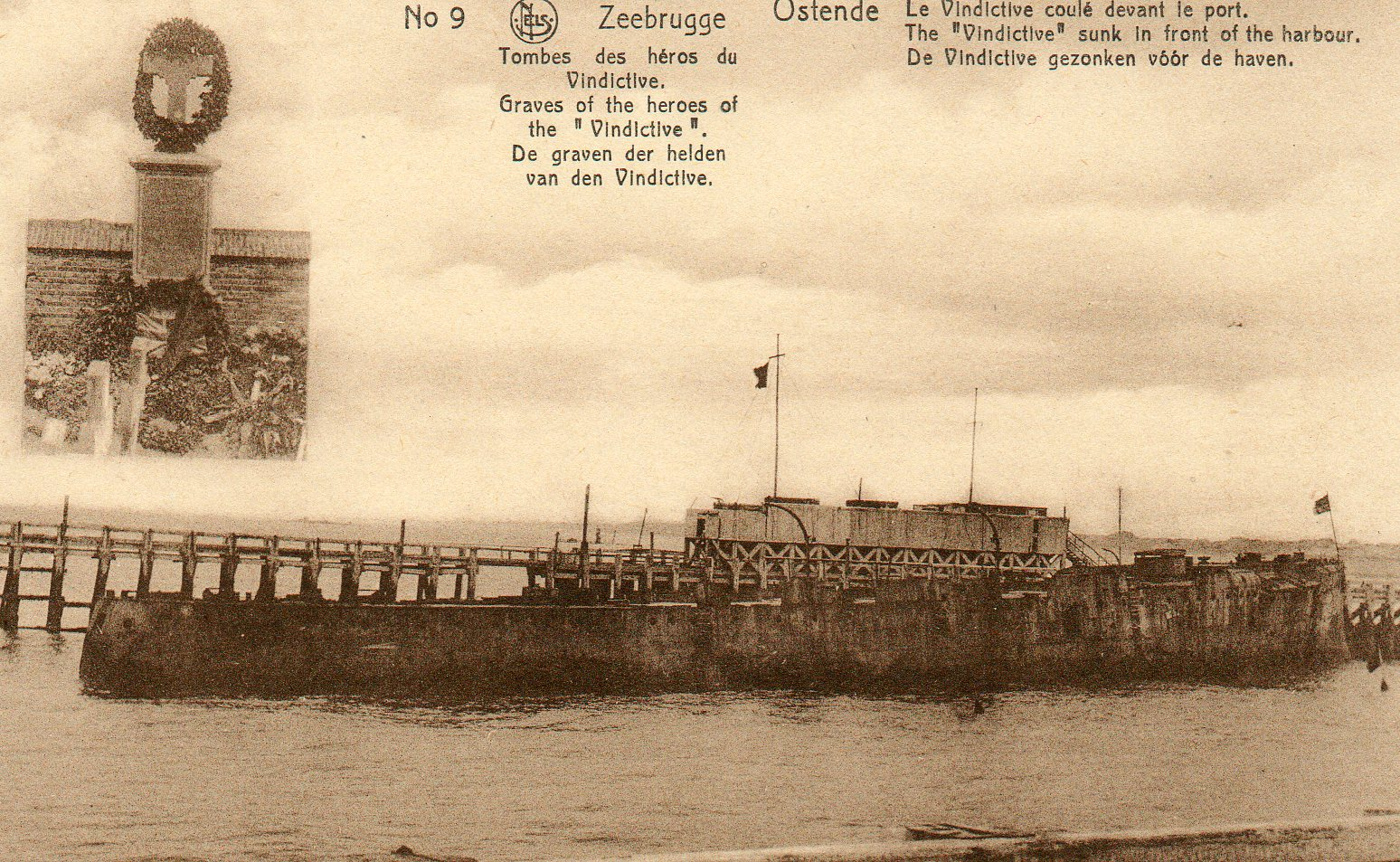
Il relitto della HMS Vindictive blocca parzialmente il canale del porto

Il raid di Zeebrugge fu una delle varie azioni compiute dalla Royal Navy britannica durante la prima guerra mondiale con l'obiettivo di bloccare l'accesso al porto di Bruges, che veniva largamente utilizzato dalla Kaiserliche Marine tedesca come base per gli U-Boot e il naviglio leggero, affondando nel canale di accesso alcune navi cariche di cemento. A questo raid fece seguito il primo raid di Ostenda (parte dell'Operazione ZO), un'azione compiuta dalla Royal Navy britannica durante la prima guerra mondiale con l'obiettivo di bloccare l'accesso al porto omonimo, vicino al porto di Bruges oggetto di un contemporaneo attacco che veniva largamente utilizzato dalla Kaiserliche Marine tedesca come base per gli U-Boot e il naviglio leggero; inoltre la vicinanza di questi porti alle rotte di rifornimento britanniche attraverso la manica rappresentavano una continua minaccia alla continuità dello sforzo bellico della British Expeditionary Force. Gli attacchi vennero sferrati nella tarda primavera del 1918. Il primo tentativo di bloccare contemporaneamente Ostenda e Zeebrugge venne attuato il 23 aprile. Da questi approdi gli U-Boot riuscivano inoltre a raggiungere con poca fatica i Western Approaches rispetto alla navigazione necessaria partendo dalle basi tedesche. Tre settimane dopo il fallimento, venne lanciato un secondo attacco che ebbe maggior successo, con l'affondamento di una nave all'imbocco del canale, senza riuscire però a chiudere completamente il passaggio per Bruges; gli attacchi prevedevano anche lo sbarco di squadre dei Royal Marines incaricate di neutralizzare le difese portuali, ma se esse furono un'iniezione di fiducia per il morale della Royal Navy, per contro ebbero un costo elevato in termini di vite umane rispetto agli scarsi risultati ottenuti, tanto che i due porti non furono mai veramente bloccati (Zeebrugge solo per poche ore dopo il primo attacco e Ostenda per qualche giorno dopo il secondo attacco, fino a che i genieri tedeschi non dragarono un canale parallelo al primo). Nuovi piani per attaccare ulteriormente la zona durante l'estate del 1918 non vennero messi in atto e le basi tedesche in zona rimasero una minaccia costante fino alla fine del conflitto, quando la città venne liberata dalle forze di terra francesi e britanniche.
Le battaglie che si susseguirono furono piuttosto importanti. Tuttavia, alla fine fu il blocco economico attuato dalla Gran Bretagna che affamò e stremò il popolo tedesco, contribuendo di fatto alla sconfitta della Germania.

## La conclusione
L'Autoaffondamento della flotta tedesca a Scapa Flow ebbe luogo nella base della Royal Navy britannica di Scapa Flow, in Scozia, in seguito alla conclusione della prima guerra mondiale. La Hochseeflotte (Flotta d'alto mare) era stata infatti internata nella zona in adempimento ai termini dell'armistizio, in attesa che fosse decisa la sorte delle navi. Temendo che le unità venissero divise tra le marine militari delle potenze vittoriose, il comandante tedesco, ammiraglio Ludwig von Reuter, decise di far autoaffondare la flotta.
Il 21 giugno 1919 gli equipaggi iniziarono l'autoaffondamento: le navi britanniche presenti nella base riuscirono a far arenare in acque basse un certo numero di navi, non riuscendo comunque ad evitare l'affondamento di 52 unità su 74. L'ultima nave ad affondare fu l'incrociatore da battaglia Hindenburg, che s'inabissò alle 17.00; a quell'ora erano già affondate 15 navi principali, mentre solo la Baden si era salvata. Erano inoltre affondati quattro incrociatori e 32 cacciatorpediniere. Nove marinai tedeschi vennero uccisi e circa 16 feriti a bordo delle loro navi per non aver obbedito all'ordine di interrompere l'autoaffondamento dato dalle navi di pattuglia della Royal Navy.
Durante il pomeriggio vennero raggruppati 1 774 marinai tedeschi e trasportati a bordo delle navi da battaglia del Primo Squadrone a Invergordon. Freemantle aveva nel frattempo emanato una direttiva dichiarando che i tedeschi fossero da trattare come prigionieri di guerra per aver rotto l'armistizio. Vennero quindi avviati al campo d'internamento di Nigg.